# Ole Olsen Moene
 Ole Olsen Moene , né à Lønset dans l’Oppdal, Comté de Sør-Trøndelag, le 10 décembre 1839 et mort à Oppdal le 27 mai 1908 est un sculpteur sur bois ornemaniste norvégien de rang national, mais aussi à l’échelle internationale en Scandinavie et en Europe de l'Ouest. La plupart de ses œuvres sont exposées au musée des arts décoratifs d’Oslo, aujourd’hui intégré au musée national de l'art, de l'architecture et du design. Les autres sont hébergées au musée des arts et métiers du Nordenfjells ou à l’écomusée Norske Folkemuseum d’Oslo. Dans son pays, les spécialistes en arts décoratifs parlent du « style Ole Moene » dont la portée nationale reconnue se traduit par l’ornement du revers de la pièce courante de 5 couronnes en circulation de 1998 à 2017. On y reconnaît la manière caractéristique avec laquelle Moene sculptait l’acanthe.

## Biographie

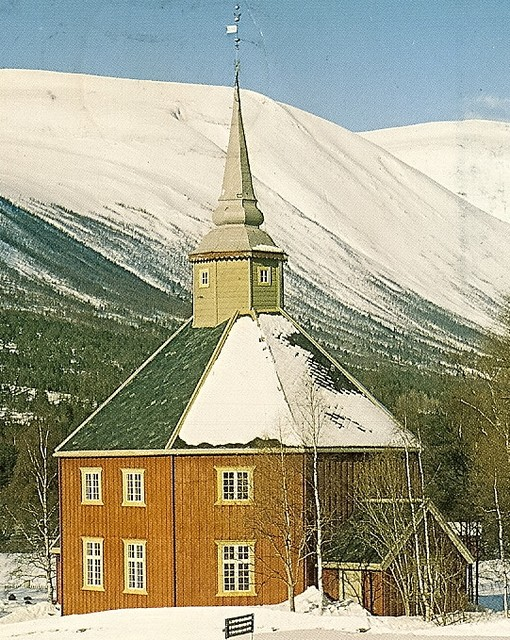
Église de Lønset décorée par O. Moene et S. Jamtsæter.

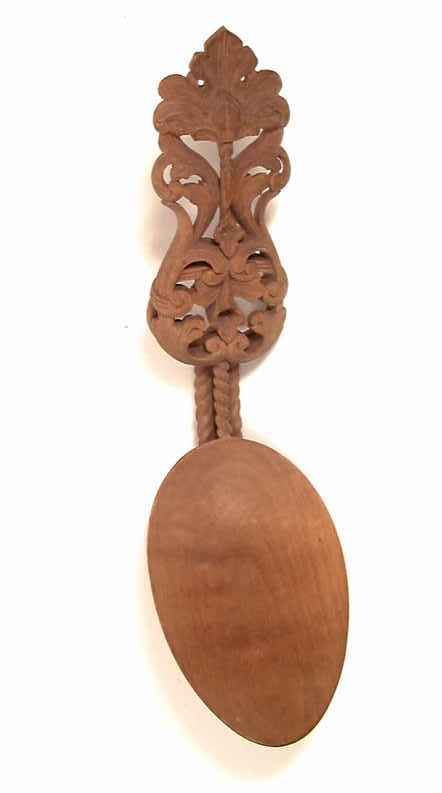
Cuiller en bois sculpté dans le bouleau par Ole Moene vers 1875. Exposé au Norsk Folkemuseum.

Moene commence sa carrière dans la ferme familiale dans la municipalité d’Oppdal où il réalise de nombreux objets utilitaires ou à vocation décorative. Il ne s’arrête pas à la sculpture sur bois car il touche également à la menuiserie et à la ferronnerie. Il apprend la sculpture sur bois typiquement norvégienne, treskurd ou treskjæring dans la langue locale, grâce à son voisin Sjur Jamtsæter, lequel deviendra son maître de formation tant en sculpture sur bois norvégienne qu’en rosemaling.
Jamtsæter et son élève Moene réalisent les panneaux décoratifs sculptés et d’autres éléments ornementaux de l’église paroissiale de Lønset où ils résident tous les deux.
À ses débuts, les clients privilégiés de l’artiste débutant sont essentiellement des pêcheurs britanniques qui pêchent le saumons dans la vallée de la Driva située dans le Sunndal, entre Trollheimen et Dovrefjell. Par le biais de marchands et négociants de Christiania qui collaborent avec les travailleurs à domicile dans la Norvège méridionale et centrale, il finit par écouler de plus en plus ses productions par des coopératives ou associations de travailleurs à domicile faisant fonction de revendeurs.
En 1872, il est invité à quitter la campagne montagnarde de l’Oppland pour se rendre dans la capitale alors appelée Christiania. Pendant la période où il réside à Oslo, il reçoit des commandes de la famille royale norvégienne mais aussi de la couronne suédoise puisqu’à ce moment-là les deux royaumes ont conclu une union personnelle qui ne s’arrêtera qu’en 1905 avec l’indépendance de la Norvège. Les sources norvégiennes relatent également l’épisode anecdotique de la commande d’un écrin à Ole Moene par l’empereur allemand Guillaume II, ce qui tend à prouver que sa réputation et son talent ont dépassé les frontières nationales. Moene avait pour habitude de réclamer une couronne par jour de travail. Comme il mit quarante jours pour réaliser l’écrin de l’empereur, le prix de l’objet tournait forcément autour des 40 couronnes. On raconte que lorsque le monarque apprend le prix de l’écrin, il annule sa commande pour ne pas se ridiculiser en montrant à ses invités et à son entourage une œuvre d’art décoratif si bon marché. On peut voir le type d’écrin réalisé par Moene à la galerie nationale d’Oslo,.
Un poste de professeur en sculpture et gravure sur bois lui est proposé à l’école d’arts décoratifs de Christiania. Mais il décline l’offre et préfère rentrer à Lønset où il bâtit sa maison et son exploitation agricole en contrebas de la maison de son maître Jamtsæter dans le lieu-dit nommé Brennan, plus tard Molund. Son choix est de vivre parallèlement de l’agriculture et de ses commandes de sculptures sur bois dans un environnement authentique qu’il semble préférer au tumulte de la ville.
Son caractère solitaire se trouve confirmé par plusieurs aspects convergents : il ne se mariera jamais, il refusera de former des élèves, de se faire photographier ou de faire de la publicité pour son travail. Toutefois, même s’il ne transmet pas directement son art à des élèves-apprentis, son style et ses œuvres n’en demeurent pas moins des modèles pour les futures générations de sculpteurs ou pour ses confrères contemporains qui entrent en contact avec lui. De même, indépendamment de sa vie de labeur dans un relatif isolement sur le plan artistique, une série d’expositions nationales et internationales attestent qu’au fil des années le travail de Moene est reconnu. Il reçoit des médailles et des diplômes. Parmi ceux-ci, les sources norvégiennes citent le prix qu’il a reçu à l’exposition universelle de 1900 à Paris dans le pavillon de la Norvège.

## Style et œuvres
Au fil des années Moene développe un style très personnel pour lequel il utilise quasi exclusivement le bouleau, une essence d’arbre très répandue en Scandinavie dans les vallées tourbeuses ou les forêts de toundra. Il est l’un des sculpteurs sur bois les plus réputés de son temps en Norvège ; connu pour sa sculpture en miniature très fine, il décore surtout les objets du quotidien ou des souvenirs. Son style est principalement basé sur une large palette de rinceaux d’acanthe qu’il décline de manière personnelle. Il se passionne pour les petits formats comme les boîtiers à aiguilles, les petites boîtes en tous genres, les manches de couteau, les cuillers entre autres.
L’acanthe est omniprésente dans les pièces réalisées par Moene. Il s’est certes essayé au dragestil très en vogue en Norvège de son vivant. Mais très vite il reconnaît son manque d’expérience dans ce genre et revient très vite aux rinceaux d’acanthe.
Le « style Ole Moene » se caractérise par des rameaux très fins et très profilés, entrelacés de manière très dense et compacte, ce qui exige une grande dextérité dans l’exécution.
En l’absence de transmission directe de maître à élève, c’est grâce à l’intérêt qu’ont porté les autres sculpteurs sur bois pour son travail de création que Moene acquis son statut de référence pour les gens du métier qui trouveront en lui un modèle ou une source d’émulation pour leur propre travail. L’un des plus connus demeure Lars Kinsarvik.
Au musée de la forêt norvégien :
- Manche de couteau sculpté avec rinceaux d’acanthe.

Au musée de la culture populaire norvégienne :
- Pochette en bois pour papier à lettres, intérieur habillé en tissu Atlas violet. La pochette non peinte est sculptée avec des rinceaux entourant un double monogramme avec la lettre J, surmonté d’une couronne, faisant référence à la reine consort de Suède et Norvège, Joséphine Maximilienne Eugénie Napoléone de Beauharnais épouse du roi Oscar Ier. L’objet provient de la collection privée de la maison Bernadotte[9].
- Coffret sculpté et non peint, avec double monogramme J surmonté d’une couronne, symbole de la reine consort Joséphine, intérieur en soie Atlas violette. L’objet provient de la collection privée de la maison Bernadotte[9],[10].
- Coffret sculpté avec rinceaux d’acanthe et motifs de dragons. Le matériau est le bouleau. Acquis par l’état auprès du musée Aulestad dans l’Oppland.
- Cuiller sculptée et ciselée de 19 cm de longueur provenant de la collection privée de la maison Bernadotte[9].
- Coffret sculpté en bouleau et ivoire, avec au centre du couvercle une statue de Johan Carl à cheval et l’inscription Det norske folk reiste dette minde 1818 – 1875. L’objet provient de la collection privée de la maison Bernadotte[9].
- Petite boîte pour aiguilles richement décorée en rinceaux d’acanthe très fins.
- Couverts avec manche sculpté en os. Collection du professeur en histoire de l’architecture, Erling Gjone.
- Gobelet sculpté dans le bouleau de 10 cm de hauteur[9].
- Couverts de salade sculptés dans le bouleau de 30 cm de longueur[9].
- Couverts sculptés dans leur boîtier sculpté, intérieur en tissu Atlas violet. Double monogramme de la reine consort Joséphine sur le couvercle et à l’extrémité des couverts. L’objet provient de la collection privée de la maison Bernadotte.